# Remi Kabaka Jr.
Remi Kabaka "Jr." es un productor musical, director de arte y percusionista, conocido por ser la voz de Russel, personaje del baterista de la banda británica virtual Gorillaz. También creó –y sigue activo– en parte del proyecto DJ de: Gorillaz Sound System, en 2011.

## Carrera
Desde hace mucho tiempo es colaborador y amigo de Damon Albarn, y Jamie Hewlett, trabajando en proyectos como DRC, Africa Express, y el último álbum de Bobby Womack.
Kabaka es gerente de la galería de arte de Londres, Banksy.

## Vida personal
Vive en Londres.